# Datum

Esquema: diferència entre els angles de latitud d'una posició en un esferoide oblat (com la Terra) quan s'utilitzen els sistemes de coordenades geocèntric (angle β) i geodèsic (angle α). El segment, IP, divideix l'angle GPF, on els punts G i F són els focus de la secció transversal el·líptica de l'esferoide i, per tant, és la normal a l'el·lipse al punt P.

Un dàtum o dàtum geodèsic (agrimensura i geodèsia) és un marc de referència per representar amb precisió la posició de les ubicacions a la Terra o altres cossos planetaris mitjançant coordenades geodèsiques. Les dades són crucials per a qualsevol tecnologia o tècnica basada en la ubicació espacial, com ara geodèsia, navegació, topografia, sistemes d'informació geogràfica, teledetecció i cartografia. Un dàtum horitzontal s'utilitza per mesurar una ubicació a través de la superfície de la Terra, en latitud i longitud o un altre sistema de coordenades; un dàtum vertical s'utilitza per mesurar l'elevació o la profunditat relativa a un origen estàndard, com ara el nivell mitjà del mar (MSL). Des de l'aparició del sistema de posicionament global (GPS), l'⁣el·lipsoide i el datum WGS 84 que utilitza ha suplantat la majoria d'altres en moltes aplicacions. El WGS 84 està pensat per a un ús global, a diferència de la majoria de dades anteriors.
Abans del GPS, no hi havia una manera precisa de mesurar la posició d'una ubicació que es trobés lluny dels punts de referència universals, si no era la referència del primer meridià de l'⁣Observatori de Greenwich per a la longitud, l'⁣equador per a la latitud o la costa més propera per al nivell del mar. Els mètodes astronòmics i cronològics tenen una precisió i precisió limitades, especialment a llargues distàncies. Fins i tot el GPS requereix un marc predefinit sobre el qual basar les seves mesures, de manera que el WGS 84 funciona essencialment com a dada, tot i que és diferent en alguns detalls d'una dada horitzontal o vertical estàndard tradicional.
Hi ha dos tipus de dàtums: els horitzontals i els verticals. Els dàtums de referència horitzontals s'usen per a les coordenades X,Y, latitud/longitud. S'utilitzen per a descriure un punt a la superfície de la terra, en latitud i longitud o en un altre sistema de coordenades. Els dàtums verticals per a la referència Z (vertical) i normalment es basen en l'altitud sobre el nivell del mar. S'utilitzen per mesurar elevacions (altimetria) o profunditats (batimetria).
Una especificació estàndard de dades (ja sigui horitzontal o vertical) consta de diverses parts: un model per a la forma i les dimensions de la Terra, com ara un el·lipsoide de referència o un geoide; un origen en el qual l'el·lipsoide/geoide està lligat a una ubicació coneguda (sovint monumentada) a la Terra o dins de la Terra (no necessàriament a 0 latitud 0 longitud); i múltiples punts de control que han estat mesurats amb precisió des de l'origen i monumentats. A continuació, es mesuren les coordenades d'altres llocs des del punt de control més proper mitjançant l'agrimensura. Com que l'el·lipsoide o geoide difereix entre les dades, juntament amb els seus orígens i orientació a l'espai, la relació entre les coordenades referides a una dada i les coordenades referides a una altra dada no està definida i només es pot aproximar. Utilitzant dades locals, la disparitat sobre el terreny entre un punt amb les mateixes coordenades horitzontals en dos datums diferents podria arribar als quilòmetres si el punt està lluny de l'origen d'una o ambdues dades. Aquest fenomen s'anomena desplaçament de dades.
Com que la Terra és un el·lipsoide imperfecte, les dades locals poden donar una representació més precisa d'alguna àrea específica de cobertura que no pas el WGS 84. OSGB36, per exemple, és una millor aproximació al geoide que cobreix les illes Britàniques que a l'el·lipsoide global WGS 84. Tanmateix, com que els beneficis d'un sistema global superen major precisió, la dada global WGS 84 és la que s'ha adoptat àmpliament.
En geodèsia, però també en arquitectura i enginyeria civil, els dàtums s'utilitzen per crear punts inicials de referència per als mapes de planes d'inundació, de límits fronterers o de propietats, dels projectes de construcció, de disseny de dics o altres treballs sobre el terreny que requereixen unes coordenades molt precises.

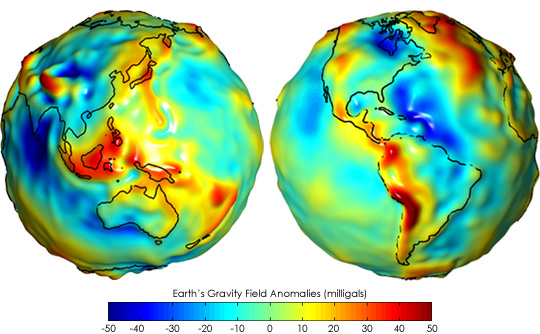
Mapa d'anomalies de gravetat de la Terra (formes exagerades per a una millor visualització) NASA (27-09-2023)

## Aproximació a la forma de la Terra
Article principal:Figura de la Terra
Quan es projecta un objecte esfèric sobre un pla, es produeixen distorsions perquè la Terra no és ben bé esferica sinó que la seva forma s'acosta a un el·lipsoide o esferoide aplanat als pols. Encara i tot, l'aproximació a la forma exacta no és del tot precisa si descendim al detall, atès que la superfície del planeta és força irregular. Així el geoide referent a la Terra és un objecte geomètric irregular.
El dàtum serveix perquè un sistema de coordenades geogràfiques s'ajusti amb precisió a la superficie de la Terra i se sobreposi a les irregularitats derivades de la no esfericitat del globus. Encara que existeix un dàtum global, cada continent o país defineix el que més li escau per tal d'adaptar amb major exactitud el sistema de coordenades a la seva superfície. Per això un punt de la superfície s'expressa amb coordenades diferents d'acord amb el dàtum elegit.

## Utilitat en geodèsia

Dàtum geodèsic:sistema de coordenades basat en un el·lipsoide.

Cal tenir en compte que hi ha una latitud i longitud per a cadascun dels tipus de coordenades geogràfiques que poden ser astronòmiques, geocèntriques i geodèsiques, que mantenen diferències a l'hora de la definició i precisió dels punts de correspondència en la superfície terrestre.
El dàtum s'usa per a determinar la posició geodèsica d'un punt sobre el territori. Cada dàtum és defineix en funció d'un el·lipsoide i per un punt determinat (dàtum), en el qual l'el·lipsoide i el geoide són tangents. Es tracta d'un punt bàsic del terreny que es determina per observació astronòmica. Serveix com a punt d'origen de totes les coordenades geogràfiques d'una xarxa.
El dàtum és un punt determinat de la superfície terrestre del qual es coneix la seva posició amb precisió i que, d'acord amb un el·lipsoide associat, defineix de manera concreta i precisa el model de forma de la superfície de la Terra. Un dàtum es un punt fonamental i implica un el·lipsoide de referència determinat que és un punt real sobre la superfície terrestre en el qual la normal del geoide terrestre s'ajusta i coincideix amb la normal de l'el·lipsoide de referència.

### Paràmetres
Article principal:El·lipsoide de referència
Un dàtum s'especifica per mitjà de quatre o cinc paràmetres: la latitud i longitud del punt , l'azimut d'una línia des del punt, que serveix per a indicar l'orientació dels eixos de coordenades x i y, i els dos paràmetres (semieix major i aplanament) que defineixen l'el·lipsoide de referència. Sovint també s'hi inclou l'altitud).
El concepte de dàtum és el conjunt format pels paràmetres a i b de l'el·lipsoide, les coordenades geogràfiques, latitud i longitud (λ i φ), del punt fonamental i la direcció/azimut que defineix el nord. Com a exemple, el dàtum europeu té com referència l'el·lipsoide de Hayford, que també s'anomena Internacional de 1924, i com a punt fonamental Potsdam (Alemanya). Els seus paràmetres són:
- semieix major de l'el·lipsoide a=6.378.388 m (equatorial)
- semieix menor (aplanament) de l'el·lipsoide b=6.356.911,946 m (polar)
- Punt fonamental (coordenades geodèsiques): λ= 13º3'58.741''E (longitud geogràfica); φ= 52º22'51.446''N (latitud geogràfica).[13]
- La direcció de referència està definida pels meridians i es dirigeix cap al nord magnètic.[7]

### Especificació
Cada aplicació, específica d'una projecció cartogràfica,i el sistema de coordenades planes es basen en un dàtum determinat. Així,una mateixa projecció cartogràfica, pot originar diferents sistemes de coordenades depenent del dàtum emprat. Les especificacions més recents indiquen la posició i l'orientació del punt com a funcions de les desviacions del meridià i de la primera vertical, més la separació geoide-el·lipsoide i els dos paràmetres definidors de l'el·lipsoide de referència.

### Sistemes de referència: dàtums més utilitzats
Article principal:Sistema de referència geodèsic
Els països, en diferents àrees geogràfiques de la Terra, utilitzen dàtums diferents per a l'ajustament precís del sistema de referència a la forma de la superfície terrestre en aquella àrea. Cada dàtum és limita a una àrea concreta i no pot ser usat fora d'aquella zona.
Alguns dels més emprats són:
- European Datum 1950 (ED50) S'usa a la península Ibèrica i Illes Balears, amb diferències mínimes amb ED79 (European Datum 1979).
- North American Datum 1983 (NAD83)[15] i North American Datum 1927 (NAD27) per a Amèrica del Nord[16]
- World Geodetic System 1984 (WGS84), proporciona un sistema de referència global. S'usa universalment per a tot el planeta i és el dàtum que utilitza el GPS per defecte. Manté diferències mínimes amb REGCAN95 que s'usa a les Illes Canàries (Red Geodésica Nacional por Técnicas Espaciales Canarias 1995).
- European Terrestrial Reference System 1989 (ETRS89), que és l'oficial a Europa des de 2005. No inclòs en tots els aparells de GPS.
- SAD69 (South American Datum of 1969): s'utilitza a Brasil.[8]

La denominació dàtum de referència s'abreuja convencionalment a dàtum, limitada al sentit específic de dàtum que serveix per a la mesura de posicions sobre la superfície de la terra.
Es tracta de posicions generalment en dues dimensions en coordenades geogràfiques o bé planes. Per això el dàtum també s'anomena dàtum horitzontal o dàtum de control horitzontal. Des que van aparèixer els sistemes de navegació com el GPS, i altres sistemes, els dàtums geodèsics que s'utilitzen són dàtums geocèntrics i per tant, amb l'origen de coordenades en el centre de l'el·lipsoide de referència que s'ajusta amb el centre de la massa de la Terra. El dàtum geocèntric més emprat és el WGS84.
Per als sistemes de posicionament (GPS) hi dos sistemes de referència principals: l'International Terrestrial Reference Frame (ITRF) determinat per l'Associació Internacional de Geodèsia (IAG) i el WGS84, calculat per US Departement of Defense. La principal diferència entre els dos sistemes és la ubicació de les estacions fixes utilitzades per als seus ajustaments d'àrea geogràfica. Amb tot, la diferència entre WGS84 i ITRF 2000 es redueix aproximadament a 10 mil·límetres.

## Història
En cartografia, els mapes representen la projecció de la superfície de la terra sobre un el·lipsoide, que és la forma geomètrica senzilla que més s'aproxima a la seva forma real. Ara bé, com que la forma de la terra no és exactament un el·lipsoide (la superfície que correspondria al nivell del mar, si es prologués per sota els continents, se separaria en desenes de metres de l'el·lipsoide que millor s'hi ajustés) ni és totalment regular, els cartògrafs, a cada lloc del món, han triat, a l'hora de fer els mapes, l'el·lipsoide que més s'ajustava a la forma de la terra a la seva regió. Però amb les dades disponibles en cada època, s'han realitzat mapes partint de diferents dàtums, de manera que mapes diferents poden indicar latituds i longituds diferents per un mateix punt. L'error que es produeix per no tenir en compte aquesta diferència, entre els datums usuals actualment, pot ser de pocs centenars de metres.